# خاصرة (تشريح)
الخاصرة أو إطل (بالإنجليزية: Flank)‏ (بالإنجليزية: Latus)‏ هي جانب الجسم بين القفص الصدري وعظم الحَرْقَفة في الورك (أسفل القفص الصدري وفوق عظم الحَرقفة).
تُسمى هذه المنطقة في بعض الحالات باسم الناحية القطنية.